# 加莱古什 (佩纳菲耶尔)
加莱古什（葡萄牙語：Galegos）是葡萄牙波尔图区的一个堂区，位於佩納菲耶爾。总面积3.52平方公里，总人口2532人，人口密度719.3人/平方公里。